# Bad Boys (canción de Wham!)
«Bad Boys» cuya traducción significa Chicos Malos es una canción del dúo pop británico Wham! que fue un éxito en 1983. Fue escrita por George Michael, la mitad del dúo, y lanzada en Innervision Records.
La canción fue una historia enérgica, pero entrañable de la lucha de un muchacho adolescente rebelde contra sus padres que están preocupados por sus actividades nocturnas. A pesar de que George escribió y cantó desde la perspectiva del adolescente (él mismo tenía 19 años cuando la compuso y el carácter se refiere a su edad en la canción), también escribió una media ocho en el que los "padres" (George poniéndose en voces más "adultas") transmitió sus preocupaciones, que incluía horas de la noche y los cigarrillos y en última instancia preguntando "¿Por qué tienes que ser tan cruel?" (Why do you have to be so cruel?)
Fue el tercer sencillo que se desprende del álbum debut de Wham!, Fantastic, y alcanzó el puesto #2 en el UK Singles Chart, llegando a convertirse en el 26 º sencillo mejor vendido de 1983. En ese momento, Wham! estaba proyectando una imagen dura, por motivos políticos, con Bad Boys de un cierto número de canciones proyectando una actitud de estado de ánimo y de independencia juvenil. El sencillo también fue lanzado en los Estados Unidos, alcanzando el puesto # 60. Era la primera vez que el dúo entró en el Billboard Hot 100 en los Estados Unidos, a pesar de que figuraban como Wham!-UK.
Bad Boys se convirtió en el mayor éxito de su álbum debut, aunque sería usurpado por Wake Me Up Before You Go Go del álbum Make It Big en 1984, que se convirtió en el primero de los cuatro singles #1 del Reino Unido que el dúo va a disfrutar. George rápidamente denunció a Bad Boys como una canción que él odiaba, diciendo que era "como un albatros alrededor de mi cuello". La canción fue omitida en el famoso álbum de compilación de 1997 If You Were There (The Best of Wham) a pesar del álbum que incluía pistas que no fueron lanzadas como sencillos. 

## Lista de canciones

### 7": Innervision / A 3143 (Reino Unido)
1. "Bad Boys" (3:20)
2. "Bad Boys [Instrumental]" (3:25)

### 12": Innervision / TA 3143 (Reino Unido)
1. "Bad Boys [12" Mix]" (4:58)
2. "Bad Boys [Instrumental]" (3:25)

## Lista de posiciones
| Listas (1983)  | Mejor posición |
| -------------- | -------------- |
| Suecia         | 11             |
| Suiza          | 6              |
| Noruega        | 8              |
| Australia      | 9              |
| Reino Unido    | 4              |
| Estados Unidos | 60             |

- Datos: Q798643